# Condiciones de Inada
En macroeconomía, las condiciones de Inada (llamadas así por el economista japonés Ken-Ichi Inada) son las hipótesis sobre la forma de una función de producción o una función de utilidad que garantizan la ruta de estabilidad de un crecimiento económico en el modelo de crecimiento neoclásico.
Las seis condiciones son:
1. el valor de la función en 0 es 0,
2. la función es continuamente diferenciable,
3. la función es estrictamente creciente en x,
4. la derivada de la función es decreciente (por lo tanto la función es cóncava),
5. el límite de la derivada cercana a 0 es infinito positivo,
6. el límite de la derivada hacia el infinito positivo es 0.

Se puede demostrar que las condiciones de Inada implican que la función de producción debe ser asintóticamente de tipo Cobb-Douglas.
El modelo neoclásico de crecimiento es estocástico si la función de producción no satisface la condición Inada en cero; cualquier ruta posible converge a cero con probabilidad de que los shocks económicos sean lo suficientemente volátiles.